# 膜
膜（まく）とは、面積に対して厚みが無視できるほど薄いような物を指すのに用いられる呼称。一般的には、柔らかくひらひらしているようなものを指すことが多く、硬くて特定の形状を持ったようなものに対しては用いられない場合が多い。また、何らかの物体の表面に一様に薄く付着した状態を指す場合もある。メンブレン (membrane) とも。

## 生物における膜
生物においては、膜は大きな意味を持つ。生物の主たる特徴として、外界と膜によって隔てられた内部で化学反応を持ち、それに関わる物質が膜を介して出入りすることが挙げられる。具体的にはそれは細胞膜であるが、細胞内部の構造にも同様な性質の膜が折りたたまれて出来たものが多数あり、それらは総称して生体膜と呼ばれている。

## いろいろな膜

### 生体分子による膜
- 生物が作る膜：生体膜、細胞膜、核膜、莢膜、漿膜、クチクラ、瞬膜、バイオフィルム（菌膜）
  - 人体：硬膜、くも膜、鼓膜、漿膜、髄膜、横隔膜、腹膜、粘膜、処女膜、子宮内膜、瞬膜
- タンパク質が作る膜：ラムスデン現象によりホットミルクの表面に出来る膜、ゆば

### 人工高分子による膜
- ろ過・精製で使われる膜：精密ろ過膜、限外ろ過膜、逆浸透膜、中空糸膜、ゼオライト膜

### 金属箔
- 金箔、銀箔、アルミ箔